# Doc Cook
Doc Cook, właśc. Charles L. Cooke, ps. „Doc” (ur. 3 września 1891 w Louisville, zm. 25 grudnia 1958 w Wurtsboro) – amerykański muzyk, pionier jazzu, bandlider i aranżer. Uzyskał doktorat w dziedzinie muzyki w The Chicago College of Music.

## Życiorys
Pochodził z rodziny afroamerykańskiej. Początkowo pracował jako kompozytor i aranżer w Detroit. Ok. 1910 przeniósł się do Chicago. Zasłynął jako dyrygent i dyrektor muzyczny orkiestry występującej w Dreamland Ballroom, sali należącej do biznesmena Paddy’ego Harmona, usytuowanej w dzielnicy Near West Side. Formacją Cook Dreamland Orchestra kierował w latach 1922–1927. Grali w niej czołowi muzycy Chicago: Freddie Keppard, Jimmie Noone, Johnny St. Cyr, Zutty Singleton, Andrew Hilaire i Luis Russell. Orkiestra w różnych liczbowo składach nagrywała wówczas także jako Cookie's Gingersnaps oraz Doc Cook and His 14 Doctors of Syncopation.
W 1926 konserwatorium The Chicago College of Music nadało mu stopień doktora muzyki. Od 1927 prowadził nową orkiestrę na estradach Municipal Pier i parku rozrywki The White City. W 1930 wyjechał do Nowego Jorku, żeby podjąć pracę aranżera w Radio City Music Hall i wytwórni filmowej RKO. Pracował tam do początku lat 40.. Wiele jego orkiestracji wykonywano również na Broadwayu. W 1939 zorkiestrował operetkę Mikado. Natomiast w 1954 we współpracy z Tedem Royalem stworzył orkiestrację do premierowej inscenizacji musicalu The Boy Friend. Był również miłośnikiem ragtime’u i często współpracował z Eubie’em Blakiem, słynnym przedstawicielem tego gatunku. W 1952 napisał aranżacje do wznowienia jego musicalu Shuffle Along.

## Dyskografia
- 1962 Doc Cook Featuring Freddy Keppard – 1923–1928 (Philips)
- 1970 Doc Cook and His Dreamland Orchestra and 14 Doctors Of Syncopation – Johnny Dunn and His Band with Jelly Roll Morton (VJM)